# Слоновиці (Західнопоморське воєводство)
Слоновиці (пол. Słonowice) — село в Польщі, у гміні Бжежно Свідвинського повіту Західнопоморського воєводства.
Населення — 467 осіб (2011).

## Демографія
Демографічна структура станом на 31 березня 2011 року:
|          | Загалом | Допрацездатний вік | Працездатний вік | Постпрацездатний вік |
| -------- | ------- | ------------------ | ---------------- | -------------------- |
| Чоловіки | 245     | 54                 | 168              | 23                   |
| Жінки    | 222     | 56                 | 131              | 35                   |
| Разом    | 467     | 110                | 299              | 58                   |